# Fußball-Club Gelsenkirchen-Schalke 04 1988-1989
Questa voce raccoglie le informazioni riguardanti il Fußball-Club Gelsenkirchen-Schalke 04 nelle competizioni ufficiali della stagione 1988-1989.

## Stagione
Nella stagione 1988-1989 il Schalke, allenato da Horst Franz, Diethelm Ferner, Helmut Kremers e Peter Neururer, concluse il campionato di 2. Bundesliga al 12º posto. In Coppa di Germania il Schalke fu eliminato agli ottavi di finale dal Borussia Dortmund.

## Rosa
| N. |                     | Ruolo | Calciatore       |
| -- | ------------------- | ----- | ---------------- |
| 6  | Germania (bandiera) | C     | Andreas Müller   |
|    | Germania (bandiera) | P     | Jens Lehmann     |
|    | Germania (bandiera) | P     | Werner Vollack   |
|    | Germania (bandiera) | D     | Thomas Gaßmann   |
|    | Germania (bandiera) | D     | Michael Klinkert |
|    | Polonia (bandiera)  | D     | Jarosław Kotas   |
|    | Germania (bandiera) | D     | Jörg Mielers     |
|    | Germania (bandiera) | D     | Michael Prus     |
|    | Germania (bandiera) | D     | Michael Wollitz  |
|    | Germania (bandiera) | C     | Ingo Anderbrügge |
|    | Germania (bandiera) | C     | Rachid Belarbi   |
|    | Germania (bandiera) | C     | Siegmar Bieber   |

| N. |                      | Ruolo | Calciatore        |
| -- | -------------------- | ----- | ----------------- |
|    | Grecia (bandiera)    | C     | Christos Figas    |
|    | Danimarca (bandiera) | C     | Bjarne Goldbæk    |
|    | Germania (bandiera)  | C     | Jürgen Luginger   |
|    | Germania (bandiera)  | C     | Carsten Marell    |
|    | Danimarca (bandiera) | C     | Alex Nielsen      |
|    | Germania (bandiera)  | C     | Günter Schlipper  |
|    | Germania (bandiera)  | A     | Reiner Edelmann   |
|    | Germania (bandiera)  | A     | Michael Fonfara   |
|    | Germania (bandiera)  | A     | Uwe Igler         |
|    | Germania (bandiera)  | A     | Carsten Marquardt |
|    | Germania (bandiera)  | A     | Uwe Wassmer       |

## Organigramma societario
Area tecnica
- Allenatore: Peter Neururer
- Allenatore in seconda:
- Preparatore dei portieri:
- Preparatori atletici:

## Calciomercato

### Sessione estiva
| Acquisti | Acquisti         | Acquisti              | Acquisti |
| R.       | Nome             | da                    | Modalità |
| -------- | ---------------- | --------------------- | -------- |
| C        | Ingo Anderbrügge | Borussia Dortmund     |          |
| C        | Rachid Belarbi   | Hannover 96           |          |
| P        | Jens Lehmann     | Schalke 04 (juniores) |          |
| C        | Jürgen Luginger  | Fortuna Düsseldorf    |          |
| C        | Carsten Marell   | Schalke 04 (juniores) |          |
| C        | Andreas Müller   | Hannover 96           |          |
| P        | Werner Vollack   | Homburg               |          |
| A        | Uwe Wassmer      | Aarau                 |          |

| Cessioni | Cessioni             | Cessioni             | Cessioni |
| R.       | Nome                 | a                    | Modalità |
| -------- | -------------------- | -------------------- | -------- |
| A        | Rüdiger Abramczik    | Wormatia Worms       |          |
| A        | Dieter Götz          | Remscheid            |          |
| D        | Wilfried Hannes      | Bellinzona           |          |
| D        | Christian Herrmann   | Homburg              |          |
| D        | Michael Jakobs       | Hertha Berlino       |          |
| D        | Thomas Kruse         | BV 08 Lüttringhausen |          |
| C        | Michael Opitz        | Siegen               |          |
| C        | Wolfgang Patzke      | Hertha Berlino       |          |
| D        | Mathias Schipper     | Erkenschwick         |          |
| P        | Toni Schumacher      | Fenerbahçe           |          |
| D        | Guido Sobiech        | Wattenscheid 09      |          |
| A        | Olaf Thon            | Bayern Monaco        |          |
| A        | Uwe Tschiskale       | Wattenscheid 09      |          |
| C        | Claus-Dieter Wollitz | Bayer Leverkusen     |          |

### Sessione invernale
| Acquisti | Acquisti         | Acquisti          | Acquisti |
| R.       | Nome             | da                | Modalità |
| -------- | ---------------- | ----------------- | -------- |
| A        | Uwe Igler        | Kickers Stoccarda |          |
| C        | Günter Schlipper | Colonia           |          |

| Cessioni | Cessioni | Cessioni | Cessioni |
| R.       | Nome     | a        | Modalità |
| -------- | -------- | -------- | -------- |

## Risultati

### 2. Bundesliga

#### Girone di andata
| Arbitro: | Amerell |

|             |           |            |
| Wassmer 48’ | Marcatori | 11’ Preetz |

| Arbitro: | Scheuerer |

|                        |           |  |
| Zschau 21’ Schacht 73’ | Marcatori |  |

| Arbitro: | Boos |

|                  |           |  |
| Wassmer 55’, 72’ | Marcatori |  |

| Arbitro: | Schmidhuber |

|                             |           |                 |
| Griehsbach 4’ Abramczik 31’ | Marcatori | 67’ Anderbrügge |

| Gelsenkirchen 27 agosto 1988, ore 15:00 CEST 5ª giornata | Schalke 04 | 0 – 0 referto | Vikt. Aschaffenburg | Parkstadion (11 100 spett.)\| Arbitro: \| Mölm \| |
| Arbitro:                                                 | Mölm       |               |                     |                                                   |

| Arbitro: | Harder |

|                                |           |              |
| Eichenauer 21’ Kuhl 42’ (rig.) | Marcatori | 37’ Edelmann |

| Arbitro: | Schmidt |

|  |           |                        |
|  | Marcatori | 27’ Glöde 83’ Žeravica |

| Arbitro: | Brehm |

|                  |           |             |
| Dum 71’ Fuhl 90’ | Marcatori | 43’ Wollitz |

| Arbitro: | Werner |

|  |           |            |
|  | Marcatori | 40’ Täuber |

| Arbitro: | Dellwing |

|           |           |                               |
| Fuchs 67’ | Marcatori | 7’ Klinkert 10’ (rig.) Müller |

| Arbitro: | Rubel |

|                                             |           |              |
| Wassmer 28’ Marquardt 82’ Müller 84’ (rig.) | Marcatori | 49’ Balewski |

| Arbitro: | Kriegelstein |

|                            |           |                            |
| Schäfer 7’ Schuhmacher 85’ | Marcatori | 8’ Wassmer 88’ Anderbrügge |

| Arbitro: | Richmann |

|                                      |           |  |
| Anderbrügge 44’, 68’, 85’ Marell 81’ | Marcatori |  |

| Arbitro: | Fux |

|  |           |               |
|  | Marcatori | 87’ Marquardt |

| Arbitro: | Ren |

|                           |           |  |
| Klinkert 60’ Edelmann 83’ | Marcatori |  |

| Arbitro: | Strigel |

|                     |           |               |
| Lay 38’ Hermann 71’ | Marcatori | 17’ Marquardt |

| Gelsenkirchen 19 novembre 1988, ore 15:00 CET 17ª giornata | Schalke 04 | 0 – 0 referto | Meppen | Parkstadion (10 800 spett.)\| Arbitro: \| Schneider \| |
| Arbitro:                                                   | Schneider  |               |        |                                                        |

| Arbitro: | Diekert |

|            |           |             |
| Gaedke 67’ | Marcatori | 33’ Wassmer |

| Gelsenkirchen 3 dicembre 1988, ore 15:00 CET 19ª giornata | Schalke 04 | 0 – 0 referto | Homburg | Parkstadion (10 300 spett.)\| Arbitro: \| Rubel \| |
| Arbitro:                                                  | Rubel      |               |         |                                                    |

#### Girone di ritorno
| Arbitro: | Brehm |

|                          |           |  |
| Backhaus 29’ Demandt 31’ | Marcatori |  |

| Arbitro: | Bruch |

|                          |           |                           |
| Klinkert 15’ Goldbæk 26’ | Marcatori | 53’ Sendscheid 70’ Zschau |

| Arbitro: | Holst |

|             |           |  |
| Holdorf 87’ | Marcatori |  |

| Arbitro: | Schmidhuber |

|           |           |            |
| Müller 6’ | Marcatori | 37’ Helmig |

| Arbitro: | Föckler |

|                     |           |  |
| Haub 10’ Bommer 77’ | Marcatori |  |

| Arbitro: | Prengel |

|                                  |           |                                                           |
| Anderbrügge 7’, 25’ Edelmann 53’ | Marcatori | 30’ Prinzen 48’ Blättel 60’ (rig.) Eichenauer 75’ Sánchez |

| Arbitro: | Retzmann |

|                    |           |  |
| Heskamp 74’ (rig.) | Marcatori |  |

| Arbitro: | Wiesel |

|                          |           |          |
| Edelmann 31’ Wassmer 56’ | Marcatori | 22’ Fuhl |

| Arbitro: | Dellwing |

|                        |           |                 |
| Greiser 20’ Patzke 87’ | Marcatori | 34’ Anderbrügge |

| Arbitro: | Steinborn |

|                                     |           |                          |
| Klinkert 54’ Müller 62’ Wassmer 80’ | Marcatori | 25’, 60’ Engels 35’ Gede |

| Arbitro: | Correll |

|           |           |                                           |
| Römer 73’ | Marcatori | 64’ Klinkert 76’ Luginger 78’ Anderbrügge |

| Arbitro: | Wolf |

|                                                       |           |           |
| Anderbrügge 40’ Goldbæk 43’ Wassmer 51’ Marquardt 53’ | Marcatori | 67’ Reiss |

| Arbitro: | Schneider |

|             |           |            |
| Scheler 11’ | Marcatori | 58’ Müller |

| Arbitro: | Barnick |

|                             |           |                       |
| Edelmann 11’, 35’ Kotas 44’ | Marcatori | 45’ Kügler 80’ Kontny |

| Arbitro: | Albrecht |

|                              |           |                 |
| Müller 17’ Müller 26’ (aut.) | Marcatori | 61’ Anderbrügge |

| Arbitro: | Fröhlich |

|                                                |           |                      |
| Edelmann 25’, 68’ Klinkert 32’ Anderbrügge 45’ | Marcatori | 30’ Majka 34’ Remark |

| Arbitro: | Rubel |

|                   |           |                                        |
| van der Pütten 7’ | Marcatori | 16’ Wassmer 56’ Müller 90’ Anderbrügge |

| Arbitro: | Tritschler |

|                                                         |           |            |
| Anderbrügge 37’ Edelmann 42’ Klinkert 74’ Schlipper 81’ | Marcatori | 27’ Holzer |

| Arbitro: | Strigel |

|                        |           |            |
| Gries 75’ Hoffmann 87’ | Marcatori | 55’ Müller |

### Coppa di Germania
| Arbitro: | Wiesel |

|             |           |            |
| Wassmer 23’ | Marcatori | 42’ Criens |

| Arbitro: | Umbach |

|                   |           |                              |
| Criens 79’ (rig.) | Marcatori | 66’ Anderbrügge 76’ Luginger |

| Arbitro: | Schäfer |

|                            |           |                              |
| Krumm 66’, 81’ Brehmer 84’ | Marcatori | 3’, 59’ Wassmer 8’ Marquardt |

| Arbitro: | Steffens |

|                                                                    |           |            |
| Prus 1’, 33’ Müller 41’ Wassmer 50’ Marquardt 67’ Goldbæk 74’, 84’ | Marcatori | 49’ Müller |

| Arbitro: | Osmers |

|                                     |           |                                    |
| Luginger 83’ Anderbrügge 90’ (rig.) | Marcatori | 60’ Rummenigge 64’ Dickel 71’ Zorc |

## Statistiche

### Statistiche di squadra
| Competizione      | Punti | In casa | In casa | In casa | In casa | In casa | In casa | In trasferta | In trasferta | In trasferta | In trasferta | In trasferta | In trasferta | Totale | Totale | Totale | Totale | Totale | Totale | DR  |
| Competizione      | Punti | G       | V       | N       | P       | Gf      | Gs      | G            | V            | N            | P            | Gf           | Gs           | G      | V      | N      | P      | Gf     | Gs     | DR  |
| ----------------- | ----- | ------- | ------- | ------- | ------- | ------- | ------- | ------------ | ------------ | ------------ | ------------ | ------------ | ------------ | ------ | ------ | ------ | ------ | ------ | ------ | --- |
| 2. Bundesliga     | 36    | 19      | 9       | 7       | 3       | 38      | 22      | 19           | 4            | 3            | 12           | 20           | 29           | 38     | 13     | 10     | 15     | 58     | 51     | +7  |
| Coppa di Germania | -     | 3       | 1       | 1       | 1       | 10      | 5       | 2            | 1            | 1            | 0            | 5            | 4            | 5      | 2      | 2      | 1      | 15     | 9      | +6  |
| Totale            | 36    | 22      | 10      | 8       | 4       | 48      | 27      | 21           | 5            | 4            | 12           | 25           | 33           | 43     | 15     | 12     | 16     | 73     | 60     | +13 |

### Andamento in campionato
| Giornata  | 1 | 2  | 3  | 4  | 5  | 6  | 7  | 8  | 9  | 10 | 11 | 12 | 13 | 14 | 15 | 16 | 17 | 18 | 19 | 20 | 21 | 22 | 23 | 24 | 25 | 26 | 27 | 28 | 29 | 30 | 31 | 32 | 33 | 34 | 35 | 36 | 37 | 38 |
| --------- | - | -- | -- | -- | -- | -- | -- | -- | -- | -- | -- | -- | -- | -- | -- | -- | -- | -- | -- | -- | -- | -- | -- | -- | -- | -- | -- | -- | -- | -- | -- | -- | -- | -- | -- | -- | -- | -- |
| Luogo     | C | T  | C  | T  | C  | T  | C  | T  | C  | T  | C  | T  | C  | T  | C  | T  | C  | T  | C  | T  | C  | T  | C  | T  | C  | T  | C  | T  | C  | T  | C  | T  | C  | T  | C  | T  | C  | T  |
| Risultato | N | P  | V  | P  | N  | P  | P  | P  | P  | V  | V  | N  | V  | V  | V  | P  | N  | N  | N  | P  | N  | P  | N  | P  | P  | P  | V  | P  | N  | V  | V  | N  | V  | P  | V  | V  | V  | P  |
| Posizione | 9 | 17 | 11 | 15 | 13 | 17 | 19 | 19 | 19 | 19 | 16 | 15 | 13 | 13 | 10 | 11 | 11 | 10 | 11 | 13 | 13 | 14 | 14 | 16 | 18 | 19 | 18 | 19 | 18 | 17 | 15 | 15 | 14 | 14 | 14 | 12 | 11 | 12 |

Legenda:

Luogo: C = Casa; T = Trasferta. Risultato: V = Vittoria; N = Pareggio; P = Sconfitta.

### Statistiche dei giocatori
| Giocatore      | 2. Bundesliga | 2. Bundesliga | 2. Bundesliga | 2. Bundesliga | Coppa di Germania | Coppa di Germania | Coppa di Germania | Coppa di Germania | Totale   | Totale | Totale      | Totale     |
| Giocatore      | Presenze      | Reti          | Ammonizioni   | Espulsioni    | Presenze          | Reti              | Ammonizioni       | Espulsioni        | Presenze | Reti   | Ammonizioni | Espulsioni |
| -------------- | ------------- | ------------- | ------------- | ------------- | ----------------- | ----------------- | ----------------- | ----------------- | -------- | ------ | ----------- | ---------- |
| I. Anderbrügge | 35            | 14            | 4             | 0             | 5                 | 2                 | 1                 | 0                 | 40       | 16     | 5           | 0          |
| R. Belarbi     | 26            | 0             | 2             | 0             | 2                 | 0                 | 0                 | 0                 | 28       | 0      | 2           | 0          |
| S. Bieber      | 0             | 0             | 0             | 0             | 0                 | 0                 | 0                 | 0                 | 0        | 0      | 0           | 0          |
| R. Edelmann    | 37            | 9             | 2             | 0             | 4                 | 0                 | 0                 | 0                 | 41       | 9      | 2           | 0          |
| C. Figas       | 3             | 0             | 1             | 0             | 2                 | 0                 | 0                 | 0                 | 5        | 0      | 1           | 0          |
| M. Fonfara     | 2             | 0             | 1             | 0             | 0                 | 0                 | 0                 | 0                 | 2        | 0      | 1           | 0          |
| T. Gaßmann     | 2             | 0             | 0             | 0             | 0                 | 0                 | 0                 | 0                 | 2        | 0      | 0           | 0          |
| B. Goldbæk     | 33            | 2             | 3             | 0             | 4                 | 2                 | 0                 | 0                 | 37       | 4      | 3           | 0          |
| U. Igler       | 10            | 0             | 0             | 0             | 0                 | 0                 | 0                 | 0                 | 10       | 0      | 0           | 0          |
| M. Klinkert    | 36            | 7             | 5             | 0             | 5                 | 0                 | 0                 | 0                 | 41       | 7      | 5           | 0          |
| J. Kotas       | 17            | 1             | 2             | 0             | 3                 | 0                 | 1                 | 0                 | 20       | 1      | 3           | 0          |
| J. Lehmann     | 13            | 0             | 0             | 0             | 3                 | 0                 | 0                 | 0                 | 16       | 0      | 0           | 0          |
| J. Luginger    | 35            | 1             | 6             | 0             | 5                 | 2                 | 0                 | 0                 | 40       | 3      | 6           | 0          |
| C. Marell      | 17            | 1             | 0             | 0             | 4                 | 0                 | 0                 | 0                 | 21       | 1      | 0           | 0          |
| C. Marquardt   | 28            | 4             | 2             | 0             | 4                 | 2                 | 0                 | 0                 | 32       | 6      | 2           | 0          |
| J. Mielers     | 22            | 0             | 8             | 0             | 4                 | 0                 | 1                 | 0                 | 26       | 0      | 9           | 0          |
| A. Müller      | 37            | 7             | 6             | 0             | 4                 | 1                 | 1                 | 0                 | 41       | 8      | 7           | 0          |
| A. Nielsen     | 8             | 0             | 0             | 0             | 0                 | 0                 | 0                 | 0                 | 8        | 0      | 0           | 0          |
| M. Prus        | 30            | 0             | 3             | 1             | 5                 | 2                 | 0                 | 0                 | 35       | 2      | 3           | 1          |
| G. Schlipper   | 15            | 1             | 4             | 2             | 0                 | 0                 | 0                 | 0                 | 15       | 1      | 4           | 2          |
| W. Vollack     | 25            | 0             | 3             | 0             | 2                 | 0                 | 0                 | 0                 | 27       | 0      | 3           | 0          |
| U. Wassmer     | 35            | 10            | 1             | 0             | 5                 | 4                 | 0                 | 0                 | 40       | 14     | 1           | 0          |
| M. Wollitz     | 18            | 1             | 2             | 0             | 4                 | 0                 | 0                 | 0                 | 22       | 1      | 2           | 0          |